# Burg Stotzheim
Die Burg Stotzheim ist eine abgegangene Wasserburg in Stotzheim, einem Stadtteil von Euskirchen in Nordrhein-Westfalen. 

## Geschichte
Vom längst untergegangenen Burghof gibt es keine Spuren mehr. Ein Rittersitz in Stotzheim wurde 1610 und 1730 erwähnt, als der Hof vom Herzog zu Jülich zum Lehen ging. Er wurde auf dem Jülicher Ritterzettel erwähnt, zuletzt mit dem Vermerk, dass hierfür Georg Anton Freiherr von Beissel zu Gymnich am 10. April 1710 aufgeschworen worden sei. Später kam der Rittersitz mit der Qualifikation seines Besitzers zum Landtag an General Christoph von Albada und Franz Albert von Bolandt, die beide eine Beissel geheiratet hatten. Im 19. Jahrhundert dürfte der Besitz an Bürgerliche verkauft worden sein. Um 1900 erschien als Besitzer die Familie Schumacher. 